# Преображенский сельский совет (Юрьевский район)
Преображенский сельский совет (укр. Преображенська сільська рада) — входит в состав
Юрьевского района
Днепропетровской области
Украины.
Административный центр сельского совета находится в 
с. Преображенка
.

## Населённые пункты совета
- с. Преображенка
- с. Белозёрское
- с. Голубовское
- с. Новомосковское
- с. Первомайское